# かせきさいだぁ
かせきさいだぁ（1968年9月26日 - ）は、日本のヒップホップアーティスト、ラッパー、作詞家、漫画家、随筆家。本名、加藤 丈文（かとう たけふみ）。静岡県榛原郡川根本町（旧中川根町）出身。桑沢デザイン研究所卒業。

## 経歴
ヒップホップ・グループ「TONEPAYS」（1990-1993）解散後、1994年、1人で「かせきさいだぁ≡」結成。1996年デビュー。はっぴいえんどや松本隆のトラック、歌詞を引用したラップで注目を集める。
2001年にはホフディランのワタナベイビーと青春ポップデュオ「Baby&CIDER≡」（ベイビーアンドさいだぁ≡）を結成、不定期に活動中。並行して、木暮晋也（ヒックスヴィル）と共にユニット「TOTEM ROCK」（トーテム・ロック）としても活動中。
2008年、いとうせいこう、DUB MASTER X、POMERANIANSが組んだバンドに合流、「いとうせいこう&POMERANIANS≡」として活動を開始する。翌2009年のPOMERANIANS解散に伴い一部同一メンバーで移行した新バンド「THE DUB FLOWER」の活動を開始する。また、同年9月21日に開催された「HUGTON in DOARAT フェス」において、新バックバンド「HUGTONES」を率いてソロプロジェクト「かせきさいだぁ≡&HUGTONES」としての活動も開始し、2011年6月29日の予定にて、新しいアルバムが発売されることを発表した。
文筆業としての活動も活発に行っている。随筆家としては2冊のエッセイ集を刊行。小説家としては劇団「ヨーロッパ企画」主宰のホームページにおいて『さいだぁ先生』を連載中。漫画家としては『ハグトン』というキャラクターを生み出し、漫画単行本を自費出版、後にリリー・フランキー主宰のホームページにおいて連載中。『ハグトン』はTシャツ等のグッズも数多く作られており、画廊での個展も開催されている。
2011年5月、公式な名前の表記を「かせきさいだぁ≡」から「≡」を削除し、「かせきさいだぁ」とした。
しまおまほと交際しており、2014年にしまおが妊娠、2015年4月に第1子が誕生。しまおとは入籍しておらず事実婚で、2020年時点では別居。

## ディスコグラフィー

### CDアルバム
|       | 発売日                          | タイトル                                   | 規格品番              | 収録曲 | 備考 |
| ----- | ------------------------------- | ------------------------------------------ | --------------------- | --- | --- |
|       | 1995年11月20日                  | かせきさいだぁ≡                            | NATURAL-204           | 1. ディグ・ダグ・プーカ 2. 土曜日のかせきさいだぁ 3. HAPPY END 4. 苦悩の人 5. 夢の夢の夢の夢 6. 相合傘 7. TONEPAYS GUITAR 8. 冬へと走り出そう・再び 9. 水色のいろおぜ 10. じゃっ夏なんで | インディーズ盤 ナチュラルファンデーション ステッカー付き。                                                                                               |
| 1st   | 1996年9月1日 2008年8月20日再発  | かせきさいだぁ≡                            | TFCC-88078 OMOCD-0044 | 1. さいだぁぶるーす 2. 相合傘 3. 土曜日のかせきさいだぁ≡ 4. 苦悩の人 5. 近未来をぶっとばせ 6. TONEPAYS GUITAR 7. 水色のいろおぜ 8. 冬へと走り出そう 9. 夢の夢の夢の夢 10. ディグ・ダグ・プーカ 11. じゃっ夏なんで 12. HAPPY END 13. 冬へと走り出そう・再び                                                                                          | トイズファクトリー、 おもちゃ工房 オリコン最高297位(再発) 同名のインディーズ盤に曲目を追加の上、曲順を変更したアルバム。ライナーノーツも変更されている。 |
| 2nd   | 1998年8月21日 2008年8月20日再発 | SKYNUTS                                    | TFCC-88125 OMOCD-0045 | 1. INTRO 2. SKYnuts 3. 悲しみの観察日記 4. 宇宙の法則 5. 風化の頃 6. トロピカルサイダー20000マイル 7. CIDER MOON 8. ポップアート 9. ウインド・ブレイカー 10. 急げハリー!!(ALBUM VERSION) 11. 午後のパノラマ 12. OUTRO | トイズファクトリー、 おもちゃ工房 オリコン最高72位 |
| Best  | 2003年6月25日                   | VERY BEST OF かせきさいだぁ≡               | DDCC-1020             | 1. 恋のANYTHING GO! 2. さいだぁぶるーす 3. ディグ・ダグ・プーカ 4. 相合傘 5. じゃっ夏なんで 6. 冬へと走り出そう（ORIGINAL FULL VERSION） 7. SKYnuts 8. ウインド・ブレイカー 9. 急げハリー!! 10. トロピカルサイダー20000マイル 11. CIDER MOON 12. ポップアート 13. HAPPY END 14. 苦悩の人 15. 午後のパノラマ 16. 冬へと走り出そう（ANOTHER VERSION） | ナチュラル・ファウンデーション |
| 3rd   | 2011年6月29日                   | SOUND BURGER PLANET                        | B004YY59MM            | 1. GO ! GO ! ハグトーンズ 2. ネェ What do you want ? 3. CIDERが止まらない 4. STAY TUNE(TOTEM ROCK セルフカバー) 5. 夏をプレイバック 6. 恋のANYTHING GO ! 7. ときめきトゥナイト(カバー) 8. 明日ライドオンタイム feat Bose(スチャダラパー) 【produced by 川辺ヒロシ(TOKYO No.1 SOUL SET)】 9. SOUND BURGER PLANET 【produced by Illicit Tsuboi】、他  | バウンディ オリコン最高65位、登場回数3回 |
| 4th   | 2012年9月19日                   | ミスターシティポップ                       | DDCB12049             | 1. ミスターシティポップ 2. さよならマジックガール 3. ソーダフロートシャドウ 4. 恋の呪文はスキトキメキトキス 5. ホリディ 6. 夏の月面歩行 7. 雨のサブウェイ 8. 冬へと走り出そう ハグトーンズver. 9. くちづけキボンヌ 10. フリーダムフリーダム 11. アウトロ                                                                                            | AWDR/LR2 オリコン最高91位 |
| Cover | 2013年8月7日                    | かせきさいだぁのアニソング!! バケイション! | DDCB12057             | 1. 10%の雨予報 2. 恋のB級アクション 3. 天使の絵の具 4. ルージュの伝言 5. ときめきトゥナイト 6. フェアリー・ナイト 7. UNLUCKY GIRL!! 8. motto☆派手にね! 9. 恋の呪文はスキトキメキトキス 10. 残酷な天使のテーゼ 11. 星間飛行 | AWDR/LR2 オリコン最高88位、登場回数1回 |
| 5th   | 2017年8月2日                    | ONIGIRI UNIVERSITY                         | DDCB12097             | 1. Yes 2. カンフーダンス 3. CANDY POP 4. BABY×4 5. 常夏ココナッツ 6. Choco that I know girl 7. さよならファンタスティカ 8. ちょうどイイ ～Feel so good～ 9. フローズン・ウィンター 10. わたしのはっぴいえんど | AWDR/LR2 オリコン最高位 |

### CDシングル
|     | 発売日        | タイトル             | 規格品番   | 収録曲 | 備考                                |
| --- | ------------- | -------------------- | ---------- | --- | ----------------------------------- |
| 1st | 1996年8月1日  | さいだぁぶるーす     | TFDC-28050 | 1. さいだぁぶるーす 2. じゃっ夏なんで 3. さいだぁぶるーす（instrumental）                                                                                    | トイズファクトリー オリコン最高99位 |
| 2nd | 1997年7月2日  | ウインド・ブレイカー | TFCC-88089 | 1. ウインド・ブレイカー 2. SKIT#1グッデイサンシャイン 3. MORE CIDER MOON 4. SKIT#2ヒネモスアフタヌーン 5. 宇宙の法則 6. SKIT#3ハリケーンガール 7. CIDER MOON | トイズファクトリー                  |
| 3rd | 1997年11月1日 | 午後のパノラマ       | TFCC-88113 | 1. 午後のパノラマ 2. トロピカルサイダー20000マイル 3. 苦悩の人                                                                                               | トイズファクトリー                  |
| 4th | 1998年6月21日 | ポップアート         | TFCC-87012 | 1. ポップアート 2. 急げハリー!! 3. モア・ポップアート 4. モア・モア・ポップアート                                                                            | トイズファクトリー オリコン最高89位 |

### アナログ
- かせきさいだぁ≡（1995年1月20日）
  - A-1.TVとボクとSF小説
  - A-2.じゃっ夏なんで
  - A-3.ディグ・ダグ・プーカ（instrumental）
  - B-1.冬へと走り出そう
  - B-2.HAPPY END

### その他
- ヨーロッパ企画・演劇パンフレット「君もアルカディアへ」（2007年5月31日、ヨーロッパ企画）
  - ヨーロッパ企画による演劇『衛星都市へのサウダージ』の劇中挿入歌として使用された楽曲のうち2曲を、パンフレット付録のCDに収録。M-1に「SKYnuts」が、M-2にTOTEM ROCKの未発表曲「ホリデイ」が収録されている。「SKYnuts」はアルバム収録曲と同一音源。またパンフレット本体にも「ハグトン」が出ている。
- 秦基博「猿みたいにキスをする」にラップで参加。（2010年10月16日、アルバム「Documentary」収録）

### 参加作品
| 発売日         | タイトル                               | 規格品番              | 収録曲 |
| -------------- | -------------------------------------- | --------------------- | --- |
| 2004年06月23日 | RELAXIN' WITH JAPANESE LOVERS VOLUME 3 | AICL-1542             | 午後のパノラマ |
| 2009年11月04日 | ホフディラン『13年の金曜日』           | GNBL-1025             | 5.夢の夢の夢の夢 (with かせきさいだぁ＆ハグトン) 6.マフラーをよろしく (with かせきさいだぁ＆ハグトン) 18.FUN (with かせきさいだぁ＆bikke) |
| 2013年12月18日 | なめこのCD 2                           | NFNF-0004             | 幸せのんふふ / アヤ with かせきさいだぁ                                                                                                   |
| 2015年01月28日 | スチャダラパー『1212』                 | DDCB-14032 DDCB-94003 | ワープトンネル feat. ロボ宙& かせきさいだぁ                                                                                               |
| 2016年03月23日 | NONA REEVES『BLACKBERRY JAM』          | HBRJ-1022             | 今夜はレッツ・ダンス! feat.かせきさいだぁ                                                                                                 |

### TOTEM ROCK
- TOTEM ROCK ep（2003年9月18日、ナチュラルファンデーション DDCC-1021）
  1. トーク・アバウト・ガール
  2. STAY TUNE feat:キタキマユ
  3. フリーダム　フリーダム!
  4. TOTEM ROCK
  5. 大4JOE 半
  6. さよならファンタスティカ
  7. ヤンピーファーズ（羊皮筏子）

### プロモーションビデオ出演
- ヒックスヴィル「バイバイ・ブルース」（1996年）
- ワタナベイビー「エブリモーニング」（1999年）

## 作詞・楽曲提供
- でんぱ組.inc
  - 「くちづけキボンヌ」（作詞）
  - 「冬へと走りだすお!」（作詞）
  - 「ファンシーほっぺ♡ウ・フ・フ」（作詞）
- ワルキューレ
  - 「おにゃの子☆girl」（作詞）
- 市井由理
  - 「サイダービーチは柑橘系」
- Every Little Thing
  - 「浴びて! 光」（作詞）

## CM
- 日本国際通信「国際電話サービス0041」（1996年） - 石野卓球と共演
- 日本マクドナルド「ビッグマックキャンペーン」（2004年）
- サッポロビール「エビス<ザ・ホップ>」（2007年） - ワタナベイビーと共演
- ソニー・コンピュータエンタテインメントプレイステーション3用ゲームソフト「ぼくのなつやすみ3」（2007年） - ナレーション
- ロート製薬「リセ（おしえて！リセ篇）」（2009年） - CMソング
- 三菱自動車「ミニキャブ」（2010年) - ハグトーンズと共演
- キッコーマン株式会社「濃いだし 本つゆ」（2019年） - 綾瀬はるかと共演。姿は見えないが本つゆの声と歌で出演。

## 書誌情報

### エッセイ
- ボクがウンコを踏んだ日
  - 2001年6月xx日初版発行、ソニー・マガジンズ、ISBN 978-4-7897-1707-6
- ちょうどいいライフ
  - 2005年11月1日初版発行、ブルース・インターアクションズ、ISBN 978-4-86020-146-3

### 漫画作品
- ハグトン 第1巻 2003年7月1日初版発行、ハグトン友の会（自主制作）
- ハグトン 第2巻 2003年12月29日初版発行、ハグトン友の会（自主制作）
- ハグトン 第3巻 2004年7月7日初版発行、ハグトン友の会（自主制作）
- ハグトン 第4巻 2003年12月29日初版発行、ハグトン友の会（自主制作）
- ハグトン 第5巻 2003年7月1日初版発行、ハグトン友の会（自主制作）
- ハグトン 第6巻 2003年12月29日初版発行、ハグトン友の会（自主制作）
- ハグトン 第7巻 2003年7月1日初版発行、ハグトン友の会（自主制作）
  - 全てにステッカー、バッジ等のおまけ付き
- ハグトン「Flipbook あな」2004年8月19日初版発行、トムズボックス - パラパラ漫画、限定500部
- ※1991年から1995年ごろまでナムコに勤めており[6]、ファミスタ班に配属し、ドット絵を描いていた。

## WEB
- ひねもすマトリックス リローデッド
  - 第一興商運営の携帯電話向け着メロ・画像配信サイト「SAL洋楽マニア」のコーナー。ハグトンFLASH動画、画像、カレンダー画像、コラム、フォト文を配信。
    - 2010年4月5日にリニューアルされた。それまでは「ゆがちょいライフ」の名称であった。
- ハグトン
  - カラー4コマ漫画。リリー・フランキー主宰のHP、「ロックンロールニュース」にて配信。
- さいだぁ先生
  - 連載小説。劇団「ヨーロッパ企画」主宰のHP、「ヨーロッパスタジオ」にて配信。

## テレビ
- 孤独のグルメ Season2（2012年、テレビ東京）
- シャキーン かもねの声を担当（2017年6月から不定期放送、Eテレ）
- シャキーン　シャキーンミュージック『ミスターアクシデント』(2018年10月8日-毎週月曜日-金曜日放送 Eテレ)[7]

## 主なライブ
- 2010年10月24日 - TOKYO No.1 SOUL SET 20th.Anniversary 「野音 de ワンマン」
- 2011年12月11日 - THE HELLO WORKS presents 『PAYDAY』
- 2012年05月04日 - ハグトンフェスDX
w/カジヒデキ / 小島麻由美
- 2012年05月26日 - スチャダラパー スチャダラ全力投球
- 2012年10月13日 - MINAMI WHEEL 2012 EXTRA -MIDNIGHT EDITION-
- 2012年10月15日 - Shinjuku LOFT×十代暴動社 presents SHINJUKU SABOTAGE
- 2012年11月24日 - ザ・クロマニヨンズツアー 2013 イエティ対クロマニヨン
- 2013年02月03日 - 節分のMEME TOKYO FESTIVAL 2013
- 2013年06月08日 - ぐるぐるTOIRO 2013(「かせきさいだぁ & ハグトーンズ」名義)
- 2013年06月22日 - YATSUI FESTIVAL! 2013(「かせきさいだぁ & ハグトーンズ」名義)
- 2013年09月07日 - 加賀温泉郷フェス 2013(「かせきさいだぁ & ハグトーンズ」名義)
- 2013年09月20日 - SECOND ROYAL(「かせきさいだぁ & ハグトーンズ」名義)
- 2014年01月18日 - しりあがり寿 presents新春!(有)さるハゲロックフェスティバル'14～今夜は宇宙旅行～(「かせきさいだぁ & ハグトーンズ」名義)
- 2014年05月03日 - かせきさいだぁ presents ハグトンフェス 2014 GWだよ!春の大音楽祭り!(「かせきさいだぁ & ハグトーンズ」名義)
w/SEX山口 / tofubeats / カジヒデキ / 天才バンド / 東京カランコロン / 柴田聡子
- 2014年06月21日 - YATSUI FESTIVAL! 2014(「かせきさいだぁ & ハグトーンズ」名義)
- 2014年11月27日〜12月12日 - カジヒデキ Here Comes The Ice Cream Man! Ding! Ding! Ding! Tour アイスクリーム・マンがやってきた!リン!リン!リン!ツアー
- 2015年03月27日 - ボールズ・オン・ザ・ラン vol.4
- 2015年06月21日 - YATSUI FESTIVAL! 2015
- 2016年02月28日 - みんなの戦艦2016 戦艦と艦長がダブルで生誕10周年祭
- 2016年04月17日 - スチャダラ2016 ～LB 春まつり～